# Isochromodes polvoreata
Isochromodes polvoreata là một loài bướm đêm trong họ Geometridae.